# Lady Love
Lady Love es el quinto álbum de estudio de la cantante estadounidense Barbara Mason. Fue publicado en diciembre de 1973 a través de Buddah Records. 

## Recepción de la crítica
Un escritor no especificado de la revista Billboard escribió: “Las canciones de amor vistas desde el punto de vista de una mujer proporcionan el material para las interpretaciones casi relajadas de Barbara. «Bed and Board» es una imagen madura de la vida, «World War Three» es una exposición de traficantes y reflexiones de gueto que suena comercial y «All in Love Is Fair» está hecha lenta y suavemente”. Un escritor no especificado de la revista Cash Box calificó Lady Love como “una impresionante colección de seis hermosas baladas y el apasionante comentario social, «World War Three»”, y señaló que “Barbara siempre ha tenido un estilo vocal cautivador y distintivo y lo utiliza de manera excelente en su secuela del sencillo de Billy Paul, al que llama «Me and Mr. Jones». Un escritor no especificado de la revista Record World calificó Lady Love como un “sensual conjunto de canciones conmovedoras”.

## Lista de canciones
Todas las canciones escritas y compuestas por Barbara Mason, excepto donde esta anotado. 
| Lado uno |                                                              |          |  |
| N.º      | Título                                                       | Duración |  |
| 1.       | «Me and Mr. Jones» (Kenneth Gamble, Leon Huff, Cary Gilbert) | 8:54     |  |
| 2.       | «Bed and Board» (Bobby Flax, Lanny Lambert)                  | 8:13     |  |
| 3.       | «Who'd Ever Think»                                           | 5:02     |  |

| Lado dos |                                             |          |  |
| N.º      | Título                                      | Duración |  |
| 1.       | «World War Three»                           | 9:53     |  |
| 2.       | «Caught in the Middle»                      | 4:32     |  |
| 3.       | «I Miss You Gordon» (Al Elias, Andy Badale) | 3:55     |  |
| 4.       | «All in Love Is Fair» (Stevie Wonder)       | 3:54     |  |

- Los lados uno y dos fueron combinados como pista 1–7 en la reedición de CD.

| Bonus track (2009 Soul Brother Records reissue) |                                        |          |  |
| N.º                                             | Título                                 | Duración |  |
| 8.                                              | «Children of Tomorrow» (Elias, Badale) | 3:43     |  |

## Créditos y personal
Créditos adaptados desde las notas de álbum de Lady Love.
Músicos
- Barbara Mason – voz principal y coros, piano eléctrico Fender Rhodes
- Norman Harris – guitarra
- Bobby Eli – guitarra
- Oscar Strange – guitarra
- Ronnie Baker – bajo eléctrico
- Rusty Jackman – bajo eléctrico
- Earl Young – batería
- Leon Huff – piano
- Ron Kersey – piano eléctrico Fender Rhodes, órgano, clavinet
- Larry Washington – bongó, conga
- Zack Zackery – saxofón alto
- Don Renaldo – cuerdas, trompa
- Evette Benton – coros
- Carla Benson –  coros

Personal técnico
- Ken Present – ingeniero de audio
- Jay Mark – ingeniero de audio
- Joe Tarsia – ingeniero de audio
- Don Murray – ingeniero de audio
- Olga Romero – directora artística
- Joel Brodsky – fotografía
- Milton Sincoff – embalaje

## Posicionamiento
| Gráfica (1974)                      | Pico de posición |
| ----------------------------------- | ---------------- |
| Estados Unidos (Billboard Soul LPs) | 29               |